# Felipe (Fußballspieler, 1987)
Felipe, mit vollem Namen Felipe Trevizan Martins (* 15. Mai 1987 in Americana), ist ein brasilianischer Fußballspieler, der auch die italienische Staatsangehörigkeit besitzt. Er spielte acht Jahre lang bei Hannover 96 in der deutschen Bundesliga sowie 2. Bundesliga und steht seit 2022 beim brasilianischen Viertligisten Cianorte FC unter Vertrag.

## Karriere
Felipe begann seine Karriere in der Jugendmannschaft von Coritiba FC. 2007 wurde er in die erste Mannschaft geholt. In seiner ersten Saison gewann er mit dem Verein die Meisterschaft der zweithöchsten brasilianischen Spielklasse und stieg auf. In der darauffolgenden Saison wurde der Verein Neunter und stieg 2009 wieder ab.
Im August 2009 wechselte der Brasilianer zu Standard Lüttich nach Belgien. Sein Debüt in der höchsten belgischen Spielklasse gab er am 19. September 2009 gegen Sporting Lokeren. Felipe spielte durch und erzielte den Treffer zum 3:1-Endstand in Lokeren. Der Verein wurde im Grunddurchgang Achter. In den Play-offs zur Europa League erreichte der Verein in der Gruppe B den zweiten Platz. Des Weiteren gelang Felipe mit Standard der Vorstoß ins Viertelfinale der Europa League. In der UEFA Champions League kam er in der Saison 2009/10 auf fünf Einsätze, wobei er sein erstes Spiel auf europäischer Klubebene am 29. September 2009 gegen den AZ Alkmaar absolvierte. Felipe spielte durch und das Spiel in Alkmaar endete 1:1. 2011 gewann er mit Standard Lüttich den belgischen Pokal.
Zur Saison 2012/13 wurde Felipe von Hannover 96 verpflichtet. Er unterschrieb einen Vierjahresvertrag bis zum 30. Juni 2016 und erhielt im Kader von Trainer Mirko Slomka die Rückennummer 20. In seinem ersten Bundesliga-Spiel für 96 erzielte er sein erstes Tor. Am 16. Februar 2015 wurde er aus disziplinarischen Gründen von Trainer Tayfun Korkut in die zweite Mannschaft versetzt. Für die Regionalliga Nord besaß er allerdings keine Spielberechtigung. Am 21. März kehrte er in die Startelf der ersten Mannschaft zurück. Nach der Saison 2018/19, in der Hannover 96 zum zweiten Mal nach 2016 in die 2. Bundesliga abgestiegen war, verließ Felipe den Verein zunächst mit Vertragsende. Der Verein hatte ihm zuvor eine Vertragsverlängerung angeboten. Nachdem Felipe jedoch nicht zum Trainingsauftakt erschienen war, zog der Verein das Angebot zurück. Ende Juni 2019 einigten sich der Verein und Felipe auf einen neuen Vertrag mit einer Laufzeit bis zum 30. Juni 2021. Im September 2020 löste Hannover 96 den Vertrag mit Felipe vorzeitig auf. In seinen insgesamt acht Jahren bei Hannover 96 war er die meiste Zeit verletzt und kam nur zu 61 Einsätzen.
Danach wechselte Felipe in die zweite türkische Liga zu Boluspor und unterschrieb dort einen Einjahresvertrag, welcher jedoch wenige Monate später im Januar 2021 wieder aufgelöst wurde, ohne dass er bis dahin für den Verein zum Einsatz gekommen war. Nach knapp einjähriger Vereinslosigkeit schloss er sich Ende Dezember 2021 dem brasilianischen Verein EC Lemense an, der in der zweiten Liga des Bundesstaats São Paulo antrat. Im November 2022 verpflichtete ihn der Cianorte FC aus der vierten nationalen Liga.

## Erfolge
- Série B: 2007
- Belgischer Pokalsieger: 2011
- Aufstieg in die Bundesliga (Deutschland): 2017